# Pop och Rock
Pop och Rock är en radiostation som sänder lokalt över stora delar av Västerbotten samt Örnsköldsvik. Den startade sina sändningar den 6 september 1998. Stationens slogan är "Vi har musiken, ni har minnena" och spelar musik från 1960-, 70-, 80- och 90-talet. Programledare ger lokala nyheter, händelser, väder och dagliga trafikuppdateringar.
Stationen drivs av Radio Kust AB som också driver radiokanalen Rockstar i Umeå.

## Programledare
- Robert Beltrami Jacobsson
- Gun Rehnman
- Lars (Lasse) Magnusson [5]

## Frekvenser
- Umeå/Vännäs 102.3 Mhz
- Lycksele 101.1 Mhz
- Örnsköldsvik och Björna området 89,8 och 87,6 Mhz [2]